# Му Каназаки
Му Каназаки (јап. 金崎 夢生; 16. фебруар 1989) јапански је фудбалер.

## Каријера
Током каријере је играо за Оита Тринита, Нагоја Грампус, Кашима Антлерс и многе друге клубове.

## Репрезентација
За репрезентацију Јапана дебитовао је 2009. године. За тај тим је одиграо 11 утакмица и постигао 2 гола.

## Статистика
| Јапан  | Јапан   | Јапан  |
| Година | Наступи | Голови |
| ------ | ------- | ------ |
| 2009.  | 1       | 0      |
| 2010.  | 4       | 0      |
| 2011.  | 0       | 0      |
| 2012.  | 0       | 0      |
| 2013.  | 0       | 0      |
| 2014.  | 0       | 0      |
| 2015.  | 1       | 1      |
| 2016.  | 4       | 1      |
| 2017.  | 1       | 0      |
| Укупно | 11      | 2      |